# Pteroptochos
Pteroptochos – rodzaj ptaków z podrodziny krytonosów (Rhinocryptinae) w rodzinie krytonosowatych (Rhinocryptidae).

## Występowanie
Rodzaj obejmuje gatunki występujące w Chile i Argentynie.

## Morfologia
Długość ciała 22–23 cm; masa ciała 95–185 g.

## Systematyka

### Etymologia
Pteroptochos: gr. πτερον pteron „skrzydło”; πτωχος ptōkhos „żebrak, biedny”.

### Podział systematyczny
Do rodzaju należą następujące gatunki:
- Pteroptochos megapodius von Kittlitz, 1830, 1830 – turko wąsaty
- Pteroptochos castaneus R.A. Philippi, Sr. & Landbeck, 1864 – turko kasztanowaty
- Pteroptochos tarnii (P.P. King, 1831) – turko czarnogardły